# Фирурек
Фируре́к (перс. فیرورق‎, азерб. Firurəq) — небольшой город на северо-западе Ирана, в провинции Западный Азербайджан. Входит в состав шахрестана Хой.

## География
Город находится в северной части Западного Азербайджана, в горной местности, на высоте 1 207 метров над уровнем моря.

Фирурек расположен на расстоянии приблизительно 112 километров к северо-северо-востоку (NNE) от Урмии, административного центра провинции и на расстоянии 652 километров к северо-западу от Тегерана, столицы страны. Ближайший аэропорт расположен в городе Хой.

## Население
По данным переписи 2006 года, население составляло 7 903 человека.